# Plagiodontia
Plagiodontia är ett släkte av gnagare som ingår i familjen bäverråttor.
Arter enligt Catalogue of Life, Wilson & Reeder (2005) och IUCN:
- Dominikansk bäverråtta (Plagiodontia aedium), Hispaniola och mindre öar i samma region.
- † Plagiodontia araeum, är utdöd, levde likaså på Hispaniola.
- † Plagiodontia ipnaeum, är utöd, hade samma utbredningsområde.

Den dominikanska bäverråttan blir 31 till 41 cm lång (huvud och bål), har en 12,5 till 15 cm lång svans och väger cirka 1,25 kg. Upphittade skelett av Plagiodontia araeum och Plagiodontia ipnaeum tyder på att arterna var större. Den nu levande arten har en tät brungrå päls på ryggen och ljusare päls på undersidan. Svansen saknar nästan alla hår och är täckt med fjäll. Fem fingrar respektive tår förekommer vid alla extremiteter. Tummen har en nagel och alla andra tår har klor.
Dominikansk bäverråtta lever i kulliga områden och i bergstrakter upp till 2000 meter över havet. Enligt olika iakttagelser finns populationer med avvikande beteende. Några individer vistas främst på marken och de har underjordiska bon. Andra individer klättrar i växtligheten och använder trädens håligheter eller andra gömställen som viloplats. Arten är aktiv på natten och äter olika växtdelar som rötter, frukter, bark, blad och unga växtskott. Enligt befolkningen på Hispaniola lever en hanne och en hona i par. I olika avhandlingar listas dräktighetstider mellan 119 och 150 dagar. En kull har vanligen en eller sällan två ungar. Med människans vård kan dominikansk bäverråtta nästan leva 10 år.
Kvarlevor av de utdöda arterna hittades främst i människans avfallshögar och därför antas att de utrotades genom jakt för köttets skull. De dog troligen ut under 1600-talet.